# Paweł Pszczółka
Paweł Pszczółka (ur. 20 marca 1888 w Puńcowie, zm. 28 marca 1955 tamże) – polski nauczyciel.

## Życiorys
Był synem Jana, gospodarza w Puńcowie, i Zuzanny z domu Dziadek. Po ukończeniu seminarium nauczycielskiego w Cieszynie pracował w Polskiej Lutyni, Orłowej i Cieszynie. Należał do Polskiego Towarzystwa Pedagogicznego na Śląsku Cieszyńskim, którego był sekretarzem .
Od 1927 pracował w Wydziale Oświaty województwa śląskiego. W latach 1928–1939 był okręgowym wizytatorem szkół podstawowych w Katowicach. W czasie II wojny światowej był poszukiwany przez gestapo - Pszczółka przez ten okres ukrywał się w Krakowie. Kiedy wojna się skończyła, Pszczółka znowu zaczął pracować jako wizytator szkolny. Pełnił funkcję naczelnika Wydziału Szkół Podstawowych w Kuratorium Śląskim, do jego zadań należała organizacja szkolnictwa podstawowego i wychowania przedszkolnego w województwie śląskim. W 1947 przeszedł na emeryturę.
Zbierał materiały do dziejów szkolnictwa na Śląsku, które w 1954 przekazał dyrekcji Ossolineum. Za życia Pszczółki drukiem ukazała się tylko jego jedna praca - Szkolnictwo powszechne woj. śląskiego (Katowice 1936).

## Ordery i odznaczenia
- Złoty Krzyż Zasługi (9 listopada 1932)[2]